# Canvi lingüístic
S'anomena canvi lingüístic el procés de modificació i transformació que, en la seua evolució històrica, experimenten totes les llengües en general, i les unitats lingüístiques de cada un dels seus nivells en particular. El canvi lingüístic es diferencia de la variació lingüística en el fet que en el primer de les modificacions són diacròniques i, per tant, les estudia la lingüística històrica, mentre que en el segon les variacions són sincròniques i les analitzen altres disciplines, com la sociolingüística o la dialectologia. El canvi lingüístic és un procés intern de la llengua que no té res a veure amb el canvi de llengua o substitució lingüística condicionada per factors externs.
Dos factors que han intervingut des de sempre en el canvi lingüístic han sigut els préstecs i l'analogia: el primer és un exemple de causa externa i el segon de causa interna. Els canvis lingüístics s'agrupen per conveniència en tres nivells: el canvi fonètic, el canvi morfosintàctic i el canvi lèxic-semàntic.

## Causes del canvi
En la lingüística del segle xix, el llenguatge es considerava com un ésser biològic amb el seu naixement, desenvolupament o evolució, i mort. Cada fase del desenvolupament està marcada per una sèrie de canvis lingüístics.
En els últims anys del segle xx, la sociolingüística ha introduït noves teories, gràcies als treballs de Labov, els seus deixebles i seguidors, que han aportat modificacions radicals als postulats clàssics del canvi lingüístic propugnats pels neogramàtics. Per a Labov és una veritat indiscutible que la parla de tots els individus és variable, és a dir, manifesta més d'una forma. Aquesta variabilitat és observable també en les comunitats lingüístiques a les quals pertanyen aquests individus. Amb aquest variacionisme es posa en relleu que existeix una motivació social en els canvis lingüístics i la regularitat, més que com essència dels canvis, és vista com a conseqüència d'aquests. Últimament s'ha demostrat que la conjunció d'algunes variables socials, com el sexe i el nivell sociocultural, és un factor explicatiu de la força que impulsa el canvi lingüístic. Igualment diversos estudis han establit que, encara que aparentment el canvi lingüístic és progressiu, la variació intergeneracional sol ser més important que la variabilitat individual, és a dir, la forma de parlar de les generacions jovens no correspon exactament a la dels adults, i aquest efecte acumulat produeix un canvi quan s'han succeït diverses generacions.
Així doncs, seguint Labov, el canvi lingüístic s'origina quasi sempre en un grup intermedi de la classe social (la classe obrera alta o la classe mitjana baixa), i dins d'aquests grups, els innovadors són persones importants socialment, amb un alt índex d'interacció dins i fora de la comunitat de parla, i es destaca el paper de les dones en aquesta funció. Per tant, la funció dels grups ètnics nous en el canvi lingüístic és inapreciable perquè, com que no estan integrats, no tenen drets i privilegis dels altres.

## Causes externes del canvi lingüístic
En el canvi lingüístic anomenem causes externes les que estan motivades per factors sociolingüístics relacionats amb la història dels parlants de llengua, com els seus contactes amb altres persones d'altres llengües, els factors demogràfics i les seues influències culturals.
Així l'existència massiva del bilingüisme en un grup humà, o per la presència massiva de préstecs d'una llengua a una altra per motius d'influència tecnològica, religiosa o cultural s'ha suposat que podria provocar el canvi lingüístic. Per exemple, durant algun temps fou popular la teoria del substrat, avui poc acceptada, segons la qual la causa principal de la diferenciació del llatí fou que els seus parlants abans de la romanització parlaven llengües diverses i, en transferir parts d'aquests trets al llatí que parlaven, van provocar la fragmentació. En el mateix tipus d'idees es fonamenten les influències del superstrat (llengües que s'instal·len amb parlants natius en un territori però que no apleguen a ser finalment la llengua majoritària a la qual s'adhereixen els parlants del territori) i de l'adstrat (conjunt de llengües de territoris adjacents).

## Causes internes del canvi lingüístic
Les causes internes són aquelles relacionades amb l'estructura de la mateixa llengua i l'equilibri que aquesta deu mantenir entre facilitat de producció i facilitat de comprensió. Les causes internes es manifesten en l'existència de canvis lingüístics que es presenten en bloc. Així per exemple l'elisió de certes consonants finals en llatí van erosionar la flexió nominal dels noms i això al seu torn va fer que, per a seguir expressant les relacions sintàctiques, l'ordre de les paraules fora més fix.
L'analogia, reconeguda com un dels motors del canvi lingüístic en l'àmbit morfosintàctic, és una de les causes internes més conegudes. Per a alguns lingüistes certes innovacions lingüístiques analògiques es deuen al procés psicològic del raonament abductiu en què un parlant aplica a un fet lingüístic concret una llei que suposa que és general.

## Ritme del canvi lingüístic
Wiltold Mańczak va proposar una sèrie de normes qualitatives sobre la probabilitat que una determinada estructura d'una llengua canviï amb relació a una altra. El resultat del seu treball són les anomenades lleis de Mańczak que donen pautes per a eixe canvi.
Recentment altres autors independentment han trobat una sòlida evidència que el ritme de regularització per analogia morfològica de formes irregulars que segueixen una llei quantitativa ben definida. Així, per diversos estats de l'anglès Martin Nowak i els seus col·laboradors han trobat la possibilitat del canvi es relaciona amb la freqüència d'ús mitjançant una fórmula matemàtica.

## Canvi de diferents nivells

### Nivell foneticofonològic
En el nivell foneticofonològic és un canvi influït bàsicament per factors interns, relacionats amb les propietats articulatòries o facilitat d'articulació com l'assimilació fonètica, la dissipació i altres fenòmens com l'epèntesi o elisió de sons.
També s'ha mencionat que les llengües poden canviar per factors externs com la influència del substrat lingüístic, que es dona quan parlants d'una altra llengua adquireixen una nova llengua com llengua habitual de la comunicació duent trets fonètics de la seua antiga llengua. Encara que tècnicament açò seria la creació d'una nova varietat en lingüística històrica. Eixe tipus de canvis es considera com un dels possibles factors de diversificació, i per tant, canvi d'una llengua. Una causa externa similar a l'anterior seria la influència de l'adstrat lingüístic. A voltes l'ocurrència geogràfica no només de llengües diferents, sinó de dialectes de la mateixa llengua, pot dur a la presència d'una variabilitat fonètica, que pot desencadenar canvis fonètics i fonològics considerables.

### Nivell morfosintàctic
En el canvi morfosintàctic i morfològic té un paper molt important l'ambigüitat estructural i la gramaticalització. L'ambigüitat persisteix l'aparició d'anàlisi morfèmica.
Un altre paper important relacionat amb la minimització d'informació supèrflua és la regularització analògica per la qual els patrons morfològics residuals o marginals són substituïts per altres patrons reflexius més extensos o generalitzables, eliminant així formes arcaiques, irregulars o singulars, en favor de models de flexió més àmpliament gastats. En aquest últim fenomen la freqüència d'ús important du a terme un paper important.

### Nivell lexicosemàntic
El canvi semàntic es refereix a l'especialització o reducció del significat d'una paraula o la generalització o l'ampliació del significat d'una paraula. Aquests processos d'especialització i generalització tenen a veure amb la metonímia i la metàfora.
Per contra, el canvi lèxic té a veure amb la substitució d'una forma lèxica per una altra per a denominar a una mateixa realitat. I també amb el procés de préstec lingüístic que normalment consisteix en la incorporació de formes lèxiques per a designar conceptes nous, o anomenar conceptes nous, o per a nomenar casos especialitzats de conceptes existents.